# Caxinas
Caxinas es un lugar portugués situado en la freguesía de Vila do Conde, del municipio de Vila do Conde y distrito de Oporto.

## Geografía
El lugar hace frontera con la ciudad de Póvoa de Varzim y ocupa una parte muy significativa de la ciudad de Vila do Conde y posee la mayor parte de la población de la ciudad.

## Historia
Su población está compuesta por descendientes de pescadores provenientes del Bairro Sul de Póvoa de Varzim del siglo XIX, de la casta de los sardinheiros. El lugar es famoso por la llamada Igreja do Barco (Iglesia del Barco) debido a su forma de barco, cuyo nombre oficial es la Igreja do Senhor dos Navegantes (Iglesia del Señor de los Navegantes).